# Визит Александра III в Баку

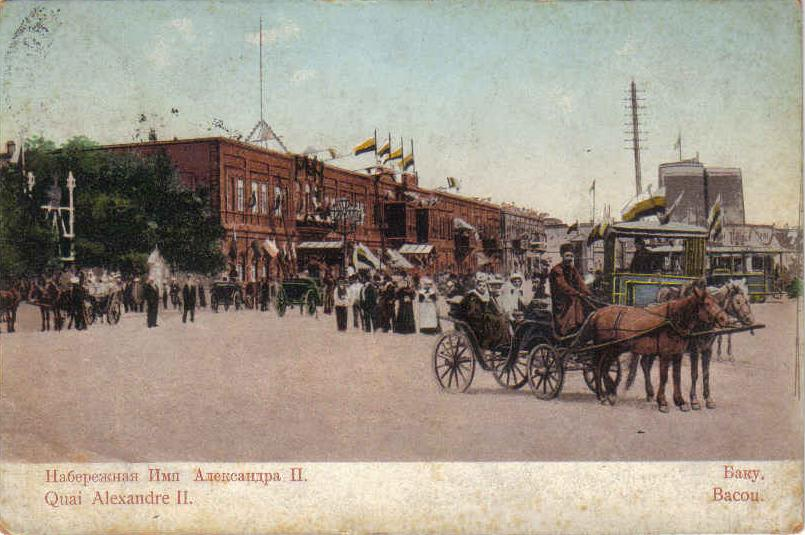
Украшенная имперскими флагами набережная Баку и дом губернатора во время визита Александра III

Визит в Баку императора Российской империи Александра III Александровича, императрицы Марии Фёдоровны и их детей, Николая Александровича и Георгия Александровича, состоялся 8 (20) - 9 (21) октября 1888 года. Это был первый и единственный визит российских монархов в Баку.
Ко времени прибытия императора и его семьи в Баку, город уже на протяжении 29 лет был административным центром Бакинской губернии и по числу жителей считался если не первым, то во всяком случае вторым городом на Кавказе. Так, в 1888 году, по начатым изысканиям полиции, в Баку проживало до 80 тысяч человек. Более же всего в городе жило азербайджанцев («татары адербейджанские» по тогдашней терминологии). Доход Баку в 1886 году достиг 327 тысяч рублей, а главную статью дохода составлял сбор за выгрузку товаров на пристанях города (до 90 тысяч рублей).

## 8 октября 1888

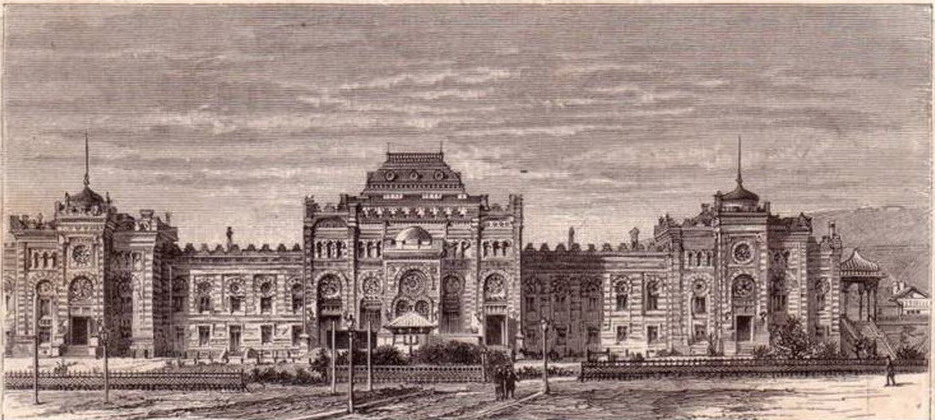
Бакинский вокзал в XIX веке

Императорский поезд прибыл в Баку в субботу, 8 (20) октября 1888 года в 2 часа дня. Над домом губернатора взвился штандарт, и с батареи и судов раздался салют. Станция железной дороги была убрана флагами и растениями. Все столбы были обвиты зеленью, которая была привезена из Ленкорани.
На платформе станции императорскую семью встречали бакинский вице-губернатор действительный статский советник И. А. Бениславский, главный командир портов и командир Бакинского порта контр-адмирал В. Я. Баль, полицмейстер поручик И. А. Деминский и городской голова С. И. Деспот-Зенович с гласными думы. Император вместе с семьей обошёл представителей города и приняли хлеб-соль на серебряном блюде. Городской голова Деспот-Зенович произнёс приветственную речь.
Позже императрице Марии Фёдоровне представились дамы бакинского общества, а супруга начальника губернии поднесла императрице букет цветов. Среди дам были и мусульманки, в богатых парчевых национальных костюмах. Городской голова поднёс императрице букет цветов в золотом порт-букете, на котором с одной стороны эмалью было изображено «1888 годъ, Баку», а с другой — вензель Её Величества из бриллиантов. Массы народа в пёстрых костюмах стояли на улицах. Весь город был убран флагами, даже фаэтоны и телеги разъезжали украшенные флагами.

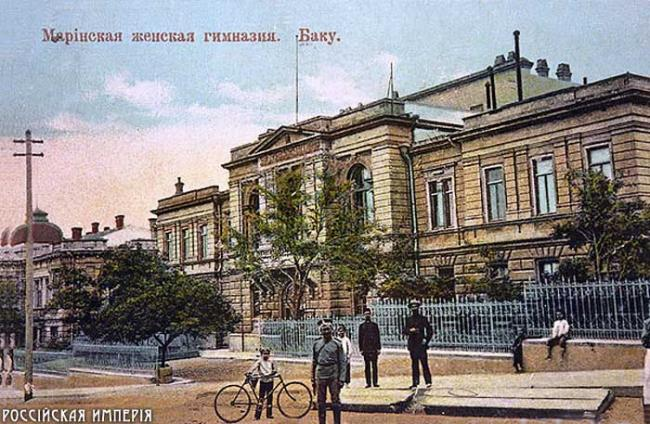
Мариинская женская гимназия на открытке Российской империи

С вокзала императорская семья отправилась в собор. От вокзала стояли массы народа и шпалеры войск. В соборе императорскую семью встретил экзарх Грузии, высокопреосвященный Палладий, приветствовавший императора с речью. Из собора императорская семья отправилась в дом губернатора. По всему пути по одной стороне протянулись шпалеры войск без оружия с хорами музыки. Начиная от набережной, войска сменили воспитанники учебных заведений, а близ императорского дома расположились воспитанницы женских учебных заведений. Против подъезда стоял почётный караул: 1-я рота 81-го Апшеронского пехотного полка. Прибыв на площадь к губернаторскому дому и выйдя из экипажа, императорская семья обошла все депутации от всех сословий Бакинской губернии. Среди них были и депутации Дагестанской области, которых представлял генерал-майор князь Чавчавадзе, генерал-майор Гайдаров, представители Закаспийской области во главе с генерал-лейтенантом Комаровым, начальник Мервского округа Алиханов, а также вдова Нурберды-хана, ханша Гюль-Джамал-бай с двумя сыновьями. После же обхода делегаций мимо императора прошёл церемониальным маршем караул Апшеронского полка.

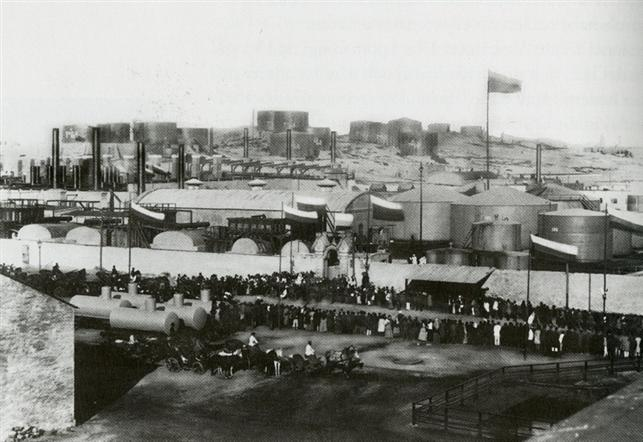
Царь Александр III и министры посетили нефтяные объекты «БраНобель» «Черного города» в Баку.

В половине третьего часа императорская семья посетила Мариинскую женскую гимназию. У входа их встречали городской голова и начальство гимназии. Как только император и члены его семьи вошли в сени, хор из учениц гимназии и учеников реального училища, под аккомпанемент органа и рояля, исполнили гимн Бетховена «Прославление Бога». Далее императорская семьмя направилась в актовый зал, где слушали две пьесы и хор «Рассвет» Чайковского. После же ученицы гимназии преподнесли императрице белую скатерть с вышитым шёлком гербом города Баку.
После императорская семья направилась в женскую гимназию св. Нины, где их встречал вице-губернатор И. А. Бениславский. Императрицу приветствовала речью окончившая в этом году курс ученица Якубовская. Наряду с ученицами школы св. Нины, подарки императорской чете поднесли и ученицы приюта местного благотворительного общества. После император с семьей проследовали во двор заведения, где были собраны ученики и ученицы городских школ.
Царь Александр III и министры посетили нефтяные объекты «БраНобель» «Черный город» в Баку. Инженер Эдвин Иванович Бергрот отвечал за безопасность, и, несмотря на все угрозы в адрес императорской семьи, царь смог пройти по заводам Нобелей без видимой полиции поблизости  .